# 七十七銀行
株式会社七十七銀行（しちじゅうしちぎんこう、英: The 77 Bank, Ltd.）は、宮城県仙台市に本店を置く地方銀行。地元の宮城県内では、しちしちの略称で呼ばれることもある。

## 概要
国立銀行としては77番目に設立された、第七十七国立銀行を源流とする金融機関。「七十七銀」とも。
宮城県および仙台市など県下多くの自治体の指定金融機関を受託している。

### 格付け
長期信用格付はA+（R&I）、AA（JCR）、A（S&P）となっている。

## 沿革

### 設立
1872年（明治5年）に制定された国立銀行条例によって全国が銀行設立ブームで沸き返る中、仙台でも銀行設立の動きが活発化した。元仙台藩士の氏家厚時を中心とするグループは、当時は第一国立銀行と三井銀行の出張所しかなかった宮城県の現状を憂い、地元に基盤を置く銀行の設立を決意。1878年（明治11年）2月20日に大蔵省に願書を提出した。願書は程なく認可され、同年12月9日、「第七十七国立銀行」として業務を開始した。初代頭取には氏家が就任した。

### 渋沢栄一の支援
第七十七国立銀行の設立に当たっては、渋沢栄一が大きく関わっている。元々国立銀行条例の起草に関わっており、大蔵省に入る動機を作ってくれた伊達宗城は元宇和島藩主であり、仙台と宇和島は仙台藩主伊達氏つながりの血縁関係の都市でもある。このような背景から、渋沢は東北の振興にも関心を持ち、その核たる国立銀行設立を目指す氏家グループにアドバイスを送った。更に、設立に際しては自ら資本を出資し、自ら頭取を務める第一国立銀行から人材を派遣するなど、物心ともに第七十七国立銀行を支援した。第2代、4代の頭取の遠藤敬止は渋沢の推薦であった。

### 合併
昭和7年（1932年）、七十七銀行・東北実業銀行・五城銀行の3行が合併し、株式会社七十七銀行として新立。

### 本店
本店所在地の変遷。

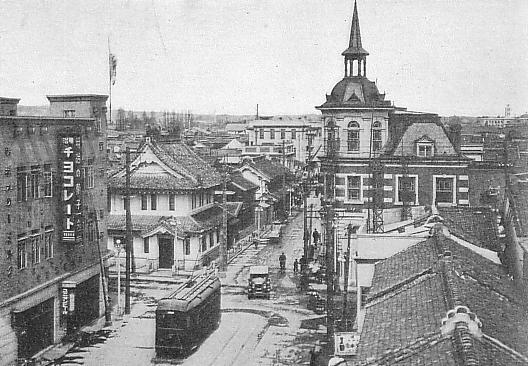
（第2代）本店ビル（写真右の洋風建築）

- 1878年（明治11年）12月： 仙台区大町一丁目40番（北緯38度15分33.3秒 東経140度51分52.9秒 / 北緯38.259250度 東経140.864694度）
- 1903年（明治36年）8月： 仙台市大町四丁目（北緯38度15分37.5秒 東経140度52分15.1秒。芭蕉の辻北東角。跡地は日本銀行仙台支店）
- 1929年（昭和4年）8月： 仙台市大町四丁目（北緯38度15分36秒 東経140度52分14.1秒。芭蕉の辻南西角。跡地は2018年6月29日まで芭蕉の辻支店が在った新仙台ビル[11][12]。）
- 1958年（昭和33年）10月： 仙台市東二番丁（北緯38度15分47.3秒 東経140度52分25.7秒。広瀬通との交差点北東角。跡地は朝日生命仙台本町ビル）
- 1977年（昭和52年）9月： 仙台市中央三丁目（北緯38度15分35.4秒 東経140度52分33.7秒。青葉通・東二番丁南東角。現本店）

## 経営

### 堅実経営
「石橋を叩いても渡らない」と評される堅実な経営で知られている。開発融資・不動産投資への自制のみならず、漫然とした取引そのものへの戒めは慎重さを如実に示しており、メガバンクが国民の税金による公的資金導入に至らざるを得なかったバブル崩壊後でも、七十七銀行は健全経営を続けた。
2020年代に入り、堅実な経営から挑戦的な姿勢に転換しつつある。

### 「兜町の銀行」として
株式売買の清算に関わる出納業務を、証券業界用語で「場勘業務」と言う。東京株式取引所（東株、東京証券取引所の前身）では、増大する出来高に対応するため、場勘業務を銀行に委ねる事にし、1894年（明治27年）10月、第七十七国立銀行に業務を委託した。
国立銀行条例に基づく銀行とはいえ、東京ではなく仙台に本店を置く同行が選ばれたのは、東京支店が東株の近くに立地していた点に加え、渋沢栄一の推薦や、不況による株価の暴落で経営が危機に瀕した時に同行が救援融資を行った事情などから、東株の高い信頼を得ていた事が挙げられる。以来、1949年（昭和24年）の証券民主化で帝国銀行（後の三井銀行）と富士銀行が参入するまで、場勘業務は七十七銀行の独占状態にあった。
1997年（平成9年）10月の東証の制度改革で、場勘業務は清算銀行制度に改組されたが、七十七銀行は引き続き清算銀行に指定された。2003年（平成15年）1月、日本証券クリアリング機構の業務開始に伴い、同機構の指定する資金決済銀行となり、同行日本橋支店（1965年の＜新＞東京支店開設により＜旧＞東京支店から改称）が業務を行っている。

### 歴代頭取
- 1932年（昭和7年）1月、新立 七十七銀行設立以降

| 代 | 氏名         | 在任期間                | 出身校                 | 備考                                 |
| -- | ------------ | ----------------------- | ---------------------- | ------------------------------------ |
| 1  | 伊澤平左衛門 | 1932年 1月 - 1934年 6月 | -                      | 仙台市出身                           |
| 2  | 大庭經之輔   | 1934年 7月 - 1938年 9月 | -                      | 宮城県出身                           |
| 3  | 氏家清吉     | 1938年 9月 - 1941年 5月 | 旧制角田中学校（中退） | 宮城県出身 氏家榮一の父              |
| 4  | 柏木純一     | 1941年 5月 - 1948年 6月 | 東京大学法学部         | 福岡県出身 元日銀検査部長            |
| 5  | 氏家清吉     | 1948年 6月 - 1956年12月 | 旧制角田中学校（中退） | 再登板                               |
| 6  | 伊沢平勝     | 1956年12月 - 1970年 1月 | 慶応義塾大学法学部     | 仙台市出身 1910年生 1985年没         |
| 7  | 氏家榮一     | 1970年 1月 - 1982年 4月 | 東京大学法学部         | 宮城県出身 日銀出身 氏家照彦頭取の父 |
| 8  | 松尾保司     | 1982年 4月 - 1987年 4月 | 京都大学経済学部       | 岐阜県出身 元日銀青森支店長          |
| 9  | 佐藤智義雄   | 1987年 4月 - 1991年 6月 | 大倉高等商業学校       | 仙台市出身 1920年生 2003年没         |
| 10 | 村松巌       | 1991年 6月 - 1996年 6月 | 東京大学経済学部       | 宮城県出身                           |
| 11 | 勝股康行     | 1996年 6月 - 2001年 6月 | 東北大学経済学部       | 千葉県出身 元日銀文書局長            |
| 12 | 丸森仲吾     | 2001年 6月 - 2005年 6月 | 東北大学経済学部       | 宮城県出身                           |
| 13 | 鎌田宏       | 2005年 6月 - 2010年 6月 | 慶応義塾大学法学部     | 宮城県出身                           |
| 14 | 氏家照彦     | 2010年 6月 - 2018年 6月 | 慶応義塾大学経済学部   | 宮城県出身 旧興銀出身                |
| 15 | 小林英文     | 2018年 6月 -            | 東北大学経済学部       | 宮城県出身                           |

## 関係会社

### 連結子会社
- 七十七リース株式会社（100%）
- 七十七信用保証株式会社（100%）
- 株式会社七十七カード（100%）
- 七十七証券株式会社（100%）
- 七十七リサーチ&コンサルティング株式会社（100%）
- 七十七パートナーズ株式会社（100%）
- 七十七ヒューマンデザイン株式会社（100%）
- 七十七デジタルソリューションズ株式会社（100%）
- 七十七ほけんサービス株式会社（100%）
- 七十七ビジネスウィズ株式会社（100%）
- 七十七キャピタル株式会社
- 77 NEXT CONSULTING PTE. LTD.

## 東北地方太平洋沖地震における被災状況について
2011年3月11日に発生した東北地方太平洋沖地震（東日本大震災）は、七十七銀行においても甚大な被害をもたらし、沿岸部の営業店を中心に建物の全壊・半壊にとどまらず人的被害ももたらした。このうち女川支店では行員15名のうち、13名が津波に飲まれ死亡・行方不明という大惨事となった。
2012年9月11日、同店従業員3名の遺族が安全への配慮を怠ったとして、同行を相手に計約2億3500万円の損害賠償を求める訴訟を仙台地裁に起こした。2014年2月25日、同地裁は「屋上を超えるような20メートル近い巨大津波の予見は困難」として賠償請求を棄却する判決を下した。遺族側はこの判決を不服として控訴した。判決を受け同行は、「12人の行員・スタッフを失った悲しみに変わりはない。防災への取り組みや意識を一層高めたい」とのコメントを発表した。
2014年6月10日、仙台高裁において控訴審の第1回口頭弁論が開かれ、遺族側は請求を棄却した仙台地裁判決の破棄を、銀行側は控訴棄却をそれぞれ求めた。翌2015年4月22日、同高裁は銀行側は（従業員らが避難した）支店屋上の高さを超える津波を具体的に予見することはできなかったとして、地裁判決を支持。遺族の控訴を棄却した。判決を受け同行は、「このような悲しい出来事が繰り返されることのないよう、防災への取り組みを一層強化していく」とのコメントを公表した。また遺族側は上告の意思を表明している。なお和解協議は継続されていたが、同3月17日で打ち切られている。
2016年2月17日付で最高裁第2小法廷は、遺族側の上告を退ける決定を下した。これによって遺族側の敗訴が確定した。
女川支店は震災後、仮設商店街に設けた店舗で営業を継続していたが、2017年9月4日から完成した新店舗で営業を開始した。また、七十七銀は2018年3月11日までに鎮魂や防災の強化、風化を防ぐことなどを目的に慰霊碑「誓いの碑」を建立する意向を明らかにしている。

## 営業政策

### 店舗展開
宮城県内に厚い店舗網（仙台市内62店舗）を築く上、準本拠地と位置づける福島県には浜通りの都市を主体に展開するほか、東北地方全ての県に拠点を構えている。2011年（平成23年）9月には、名古屋支店開設以来となる県外店として岩手県に北上支店の開設を予定した。同店の開設は東日本大震災などの影響から無期延期となるが、翌年6月25日にフルバンキング店として開設された。
前述の通り、東京都内には東京支店（中央区銀座）と日本橋支店（中央区日本橋茅場町）の2か所の支店を構えているほか、東北の地方銀行で唯一、名古屋、大阪支店が設置されるがいずれも空中店舗である。また2022年（令和4年）10月には秋田支店が、続いて2024年（令和6年）6月には札幌支店も空中店舗化された。
2008年（平成20年）11月には、旧宮城町地区（現・仙台市青葉区）2店目となる栗生支店（所在地は落合）を、さらに県内としては5年半ぶりの新店舗として、14年6月9日、長町南支店を開設した。 両店ともフルバンキングでの営業を行うとしている。
ブランチインブランチ施策については、東日本大震災で被災した拠点の一時的な営業先として他店舗内に取り込む以外には行ってこなかったが、2014年8月25日より、本店営業部JR仙台出張所を母店である本店内に取り込んだ。

### 海外事業
1985年（昭和60年）にロンドン駐在員事務所、1988年（昭和63年）にニューヨーク駐在員事務所も開設したが、いずれも1999年（平成11年）に廃止となった。
2005年（平成17年）7月に上海駐在員事務所、2016年（平成28年）5月にはシンガポール駐在員事務所を開設している。

### 個人向け店舗の展開
2007年（平成19年）8月、仙台市泉区から富谷市にかけての明石南・明石台・新富谷ガーデンシティ地区をエリアとする「明石台支店」を開設した。翌年に入ると、泉中央（泉区）と長町（太白区）の店舗にエリア制を導入し、泉支店・長町支店を母店とする体制に移行した。太白区エリアでは、その子店の一つとして富沢支店を開設した。また、杜せきのした支店（名取市）・岩沼西支店（岩沼市）といった個人向け支店を順次開設した。このほか、2018年（平成30年）6月にはセミセルフ端末や本店との遠隔相談が可能な個別ブースを設けた同行の最新型店舗である蛇田支店のぞみ野出張所を開設した。
インストアブランチ
2007年、名取市のイオンモール名取に「インストアブランチ」・「エアリ相談プラザ（杜せきのした支店エアリ出張所」を開設した。しかし、後年に設置された母店の杜せきのした支店と近接していることや、母店の機能拡張・閖上支店の営業位置の変更などに伴い、13年2月25日に杜せきのした支店に統合された。

### 県外における法人拠点
2006年（平成18年）11月6日、東北の県庁所在地で唯一支店のなかった青森市に「青森法人事務所」を開設し、2016年（平成28年）9月には県下第二の都市である八戸市にも法人営業所を開設した。
2022年（令和4年）9月5日に青森法人事務所は「青森支店」に昇格となったが、窓口やATMは設置せず、個人向け営業は行わない。法人に特化した支店は同行で初となる。また同行は八戸営業所の支店昇格も検討していくとしている。
これには、県内の主要銀行であった青森銀行とみちのく銀行が独占禁止法特例法の適用を受けてプロクレアホールディングス傘下となって経営統合し、2025年（令和7年）に両行が合併して青森みちのく銀行になったことによって、青森県内に（青森みちのく銀行と競合する）第2、第3の銀行を望む事業者の声があったことが影響している。

### 法人営業
地域経済活性化の寄与を図るため、ベンチャー企業支援、事業再生関連業務などについて日本政策投資銀行と業務提携を結ぶとともに、2007年1月には東北大学とも産学連携に関する協定を締結した。

### 地方公共団体等取引
宮城県および仙台市など同県内の大半の市町村と、福島県南相馬市の指定金融機関である。
仙台市においては、全ての公営企業（仙台市ガス局・仙台市交通局・仙台市水道局）および公営事業である仙台市立病院では出納取扱金融機関でもあるが、宮城県については、病院事業を除く全ての地方公営企業の出納取扱金融機関である。病院事業が除外されたのは、県立病院が従来仙台市になかったことによる。
2019年（令和元年）9月、仙台市と地域活性化のため6項目で協力する連携協定を結んだ。
県内全店および一部を除く県外店では、宮城県収入証紙の売捌を行っている。また、本店営業部には専用の窓口を設けている。

### 個人市場対策

#### インターネットバンキング
インターネットバンキングは、テレホンバンキングのオプションサービスとして、提供されている。サービス開始当初利用に際しては、手数料が徴収されていたが2008年（平成20年）4月14日以降、Pay-easy提供開始とともに、無料化された。

### ICキャッシュカード
ATMについてもIC化・生体認証取引対応を進めるなど攻勢に転じた。2006年（平成18年）8月21日にICキャッシュカードの導入を開始（発行開始は8月14日）、同時に生体認証取引に対応し、掌認証を採用した。カード到着後に生体認証の登録を口座店窓口で行うことで、生体認証での取引が可能になる。それぞれのデザインに、磁気ストライプのある他行利用可能型と磁気ストライプのない自行限定型の2種類があるが、自行限定型の場合、生体認証の登録がない場合でICカード対応ATMであってもコンビニATMで利用できない。
キャラクターICキャッシュカードは、2008年（平成20年）3月26日より発行開始となった。コツコツくん・ナナちゃんのオリジナルキャラクターではなく、楽天イーグルス（クラッチ・クラッチーナ・Mr.カラスコ）、ベガルタ仙台（ベガッ太）、仙台89ERS（ティナ）があしらわれた、地元プロスポーツチームのキャラクター3種類を採用している。
2013年2月15日発行受け付け分より、ICキャッシュカードの有効期限および発行(更新)手数料を廃止し、一般デザインのICカードのデザインをマイナーチェンジし、新たにレインボーデザインを加え、前述のプロスポーツチーム3種と一般デザインに点字で「77」がエンボスされたカードの6種類の発行に切り替え、オリジナルキャラクターのカードおよびICのないカードの発行を停止した。新カードはエンボスレスカードとなり、カード面に印字される形を取る。他行利用可能型と自行限定型があるのはこれまで通り。
2013年3月21日から同年7月末までに、順次各支店でICキャッシュカードの即時発行を開始された（ただし、個人名義に限定され、ローンカードと点字付きのタイプについては即時発行の対象外となる）。即時発行されたカードは、希望者についてはその場で生体認証の登録も可能である。

## 情報処理システム
同行における情報処理システムは、第二次長期経営計画で策定されたオンライン化推進の計画に沿って、1970年（昭和45年）11月為替システムが稼働したことに端を発する。また、この間には電子計算機を収容するため東二番丁に事務センターを建設するも、事務量の増大化に伴う狭隘化の懸念が出てきたため、1974年（昭和49年）7月には木町通2丁目に従来比、4倍強の床面積を誇る地上7階、地下1階からなる新事務センターが竣工した。そして、創業百周年を目前に控えた1978年（昭和53年）10月、融資オンラインシステムの稼働により同行における総合オンラインシステムは全面稼働となった。また1983年（昭和58年）1月には、富士通とともに構築した営業店の改善ニーズを反映させた第二次オンラインシステムが稼働を開始した。
その後、金融の自由化や国際化が進展し新商品の開発も相次いだことから、第二次オンラインシステムの限界時期が早まると想定されたため、第三次オンラインシステム開発委員会・開発室を設置しシステムの構築に入った。1990年（平成2年）4月には証券業務システムと渉外支援システムの稼働が皮切りとなり、1993年（平成5年）3月には第三次オンラインシステムが稼働となった。またこれに歩調を合わせ業容の拡大や、集中業務部門の設置などから狭隘化していた木町通りの事務センターに替わって建設した新電算センターである「泉センター」が1996年（平成8年）10月、泉区明通2丁目において運用を開始した。
従前は富士通メインフレームによる自行構築の勘定系システムを稼働させていたが、横浜銀行並びにほくほくフィナンシャルグループ傘下2行（北陸銀行・北海道銀行）とのシステム共同化で合意。2016年（平成28年）1月4日、NTTデータが構築する「共同利用システム・MEJAR」へのリプレースが完了した。これに伴い、子会社である七十七コンピューターサービス株式会社は2018年（平成30年）9月30日をもって解散した。

## 地域社会への貢献

### 実業団チーム
- 七十七銀行硬式野球部
- 七十七銀行陸上競技部[73]
- 七十七銀行バドミントン部（S/Jリーグ）[73]

### スポーツチームへのスポンサード
- ベガルタ仙台 - プラチナパートナー、プラチナパートナー、ユニフォームパートナー（左袖）
- 東北楽天ゴールデンイーグルス - オフィシャルトップスポンサー
- 仙台89ERS - プラチナスポンサー、ユニフォームスポンサー（パンツ前面右下）
- マイナビ仙台レディース - ユニフォームパートナー（左袖）
- リガーレ仙台 - オフィシャルスポンサー

### 文化活動
- 仙台フィルハーモニー管弦楽団 - 法人ゴールド会員
- 七十七スターライトシンフォニー[74]
- 七十七ふれあいコンサート[74]

### その他
- 七十七銀行金融資料館 - 本店4階、入館無料[75]
- 仙台・青葉まつり - 七福大太鼓山鉾、仙台すずめ踊り演舞[76]
- 仙台七夕まつり - 七夕飾り[76]
- どんと祭 - 大崎八幡宮への裸参り[76]
- いわき七夕まつり - 1919年（大正8年）平支店開設を記念して創設

### 注
1. ↑  本支店138、出張所6
2. ↑  譲渡性預金を含む
3. ↑  2016年4月25日から東京支店の業務は新築された七十七銀座ビルにおいて実施される[14]。
4. ↑  札幌支店については2024年6月10日に日本生命札幌ビル内に移転するまで路上店舗で、地下鉄南北線大通駅・市電西4丁目停留場至近に立地していた[44]。
5. ↑  口座店上は、長町支店長町南出張所の移転・支店昇格扱い。長町南出張所跡地は、長町南支店長町南三丁目出張所として、ATMコーナーのみ存続。
6. ↑  2014年5月時点で、震災を理由にブランチインブランチを継続しているのは、杜せきのした支店内にある閖上支店、石巻支店内にある湊支店の2拠点。
7. ↑  同店は、2012年から個人向けはフルバンキングを手がけ、法人向けについても一部取り扱い範囲を限定して手がける形に変更された。
8. ↑  杜せきのした支店については、2013年5月13日にフルバンキング店舗へ転換。併せて、増田支店のブランチインブランチとなっていた閖上支店を新たに、ブランチインブランチとして取り込んだ。
9. ↑  名取市の宮城県立精神医療センター、宮城県立がんセンター、および栗原市瀬峰の宮城県立循環器・呼吸器病センターの3施設のみが従来の県立病院。この3病院は、2011年4月以降、現在は地方独立行政法人宮城県立病院機構に運営が移行されている。2003年（平成15年）に開院した宮城県立こども病院（現在は、地方独立行政法人宮城県立こども病院による運営）が仙台市内初の施設となった。